# Aggettivi spagnoli
Gli aggettivi spagnoli di solito seguono il nome al quale si accompagnano, concordando con il numero (singolare/plurale) e il genere (maschile/femminile).
Gli aggettivi spagnoli sono molto affini ai sostantivi e spesso sono intercambiabili con essi. Come succede per l'italiano, un aggettivo può prendere l'articolo ed essere usato come sostantivo.
El rojo va aquí/acá, ¿no? = "Il rosso va qui, nevvero?"
Tenemos que tirar las estropeadas = "Dobbiamo buttare le rovinate".

## Concordanza
Gli aggettivi nello spagnolo possono in massima parte dividersi in due grandi gruppi: quelli terminati in o e quelli che non lo sono.  Il primo gruppo di solito concorda con genere e numero, mentre il secondo in genere solo con il numero. Diamo qui di seguito alcuni esempi:
Abbiamo così le terminazioni -o (sing. m.), -a (sing. f.), -os(pl. m.) e -as (pl. f.). Per esempio la forma della parola frío ("freddo") così come appare nel dizionario corrisponde a quella singolare maschile.  In base alla concordanza avremo:
singolare maschile: frío (forma data dal dizionario)
singolare femminile: fría
plurale maschile: fríos
plurale femminile: frías.
Ecco alcuni aggettivi comuni nelle loro forme:
- mucho = "molto"; → mucho, mucha, muchos, muchas
- pequeño = "piccolo"; → pequeño, pequeña, pequeños, pequeñas
- rojo = "rosso"; → rojo, roja, rojos, rojas
- Bueno = "buono" → bueno, buena, buenos, buenas
- Blanco = "bianco" → blanco, blanca, blancos, blancas
- Amarillo = "giallo" → amarillo, amarilla, amarillos, amarillas
- Alto = "alto" → alto, alta, altos, altas
- Bonito = "bello" → bonito, bonita, bonitos, bonitas

Diagramma per l'identificazione degli aggettivi
```
                Gli aggettivi terminano in "o"?
                  /                        \
                 /                          \
                Si                          No
              /   \                        /   \
             /     \                      /     \
      Maschile?    Femminile?       Singolare?  Plurale
(Nessun mutamento) ("o" diventa "a")  (Nessun   / \
                                    mutamento) /   \
             \       /                        /     \
              \     /                        /       \
              Plurale                       /         \
           (aggiunge "s")                  /           \
                                    Termina in    Termina in
                                      vocale?     consonante?
                                 (aggiunge "s")   (aggiunge "es")
```

Ecco alcuni aggettivi comuni che concordano solo con il numero:
- caliente = "caldo" → caliente, caliente, calientes, calientes
- formal = "formale" → formal, formal, formales, formales
- verde = "verde" → verde, verde, verdes, verdes
- azul = "azzurro" → azul, azul, azules, azules
- gris = "grigio" → gris, gris, grises, grises

La divisione in questi due gruppi è tuttavia una generalizzazione. Ci sono molti casi tra cui lo stesso aggettivo español che pur non terminando in o, prendono comunque una a al femminile ed hanno le solite quattro forme (español, española, españoles, españolas).  Ci sono d'altra parte aggettivi che non hanno nessuna concordanza (in genere si tratta di prestiti da altre lingue, come il francese beige (ispanizzato in beis).

## Aggettivi che mutano significato
Alcuni aggettivi cambiano significato a seconda se la loro posizione è prima o dopo il sostantivo.
| Anteposto al nome           | Parola        | Posposto al nome     |
| --------------------------- | ------------- | -------------------- |
| certo (tale)                | cierto        | certo (sicuro)       |
| dannato                     | dichoso       | fortunato, felice    |
| grande, imponente           | grande (gran) | vasto (fisicamente)  |
| metà                        | medio         | comune, ordinario    |
| stesso                      | mismo         | (la cosa) stessa     |
| un altro, diverso           | nuevo         | nuovo                |
| sfortunato                  | pobre         | povero               |
| proprio (di suo)            | propio        | proprio, appropriato |
| semplice                    | puro          | puro                 |
| precedente, di vecchia data | viejo         | vecchio, antiquato   |

## Il superlativo
Per intensificare l'idea espressa dall'aggettivo, invece di mettere muy ("molto") davanti ad esso, si può usare, come succede per la lingua italiana, una forma speciale chiamata superlativa, tramite l'aggiunta del suffisso -ísimo (-issimo).
Forme regolari
- muy rápido → rapidísimo
- muy guapas → guapísimas
- muy rica → riquísima
- muy lento → lentísimo
- muy duro → durísimo

Forme irregolari
- muy antiguo → antiquísimo
- muy inferior → ínfimo
- muy joven → jovencísimo
- muy superior → supremo
- muy bueno → óptimo (buenísimo risulta essere più comune, mentre bonísimo è piuttosto insolito)
- muy malo → pésimo (malísimo è più comune)
- muy grande → máximo * (grandísimo è più comune)
- muy pequeño → mínimo * (pequeñísimo  è più comune)

(*) Queste due forme recano il significato originale del superlativo: non "molto", ma "il massimo, il più".
Forme irregolari nello stile letterario elevato e normalmente regolari
- muy amigo → amicísimo / amiguísimo
- muy áspero → aspérrimo / asperísimo
- muy benévolo → benevolentísimo / non usato
- muy célebre → celebérrimo / non usato
- muy cruel → crudelísimo / cruelísimo
- muy fácil → facílimo / facilísimo
- muy fiel → fidelísimo / fielísimo
- muy frío → frigidísimo / friísimo
- muy íntegro → integérrimo / integrísimo
- muy libre → libérrimo / librísimo (familiare)
- muy magnífico → magnificentísimo / non usato
- muy mísero → misérrimo / non usato
- muy munífico → munificentísimo / non usato
- muy pobre → paupérrimo / pobrísimo
- muy sabio → sapientísimo / non usato
- muy sagrado → sacratísimo / non usato

Forme non percepite come superlativo
- muy agrio ("molto agre") → acérrimo ("forte, zelante, fanatico")

L'applicazione del suffisso -ísimo ai sostantivi non è molto frequente, ma esiste comunque il famoso caso del generalísimo.
Come succede nell'inglese e in altre lingue che ne subiscono l'influenza, nel linguaggio giovanile un superlativo può venire ad essere formato dal prefisso super-, o talvolta hiper-, ultra-, re- o requete-.  Possono essere scritti a mo' di avverbi separati dalla parola.
- Superlargo o súper largo = "super-lungo".